# Horisme carneata
Horisme carneata là một loài bướm đêm trong họ Geometridae.